# Sébastien Bourdon

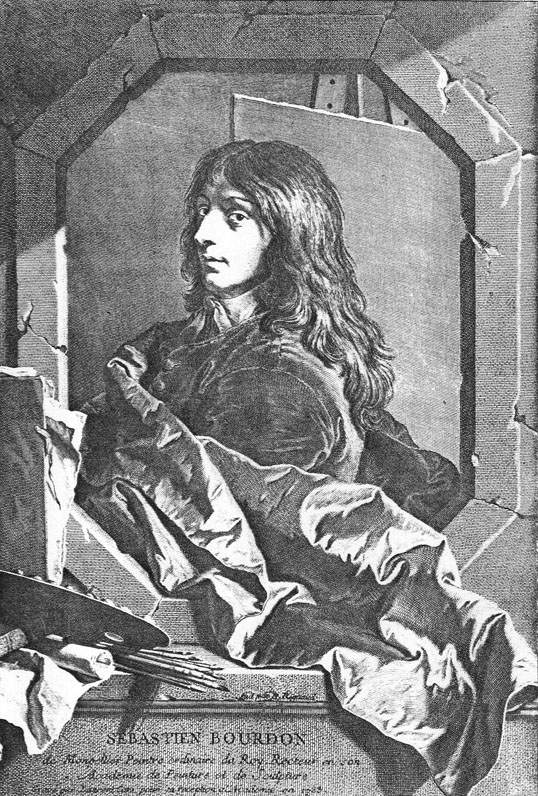
Porträt des Sébastien Bourdon von Hyacinthe Rigaud – Stich von Laurent Cars

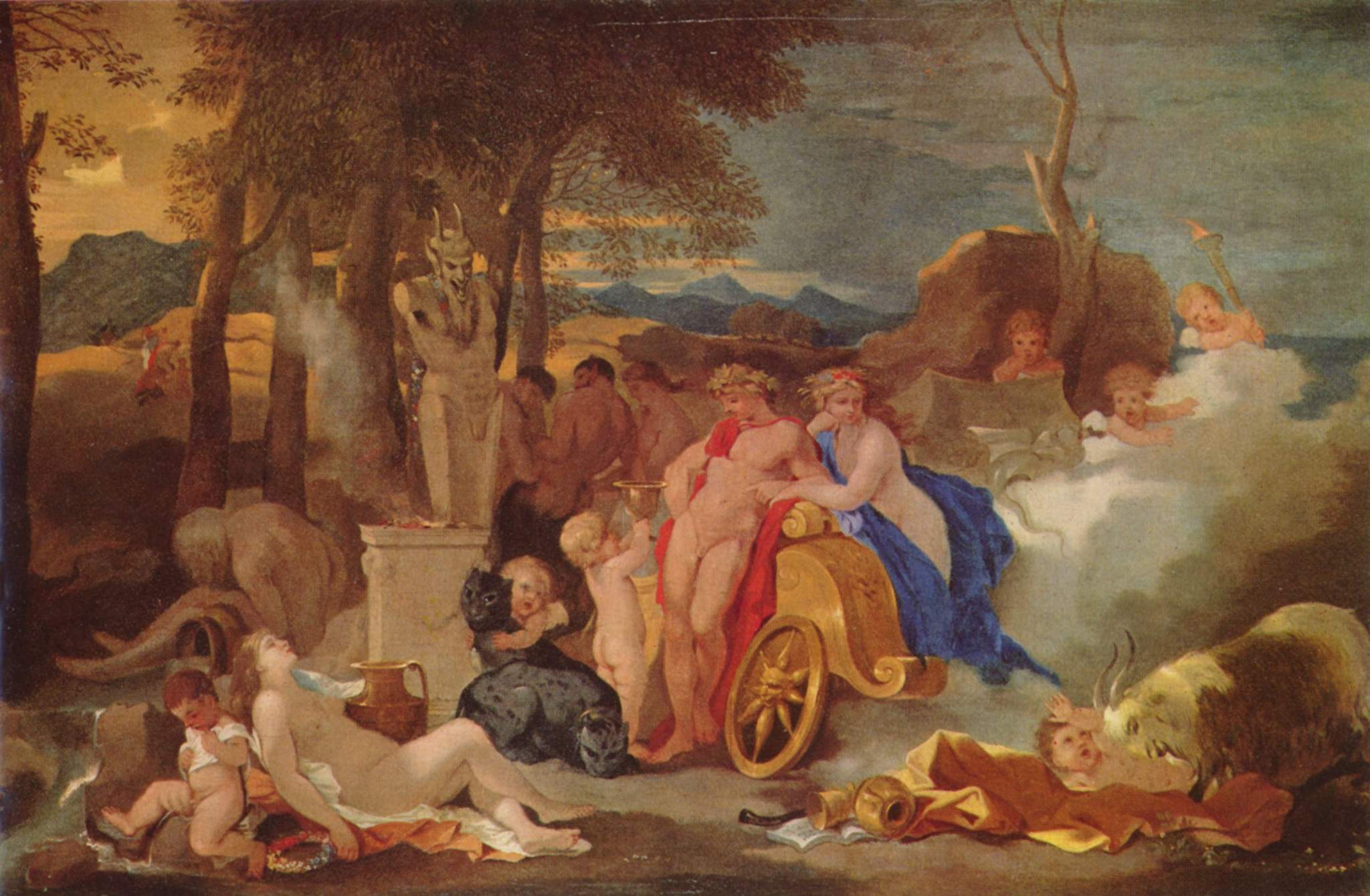
Bacchus und Ceres mit Nymphen und Satyren (1635–1637)

Sébastien Bourdon (* 2. Februar 1616 in Montpellier; † 8. Mai 1671 in Paris) war ein französischer Maler.
Nach René Guilly gehörte er zu den brillantesten Malern Frankreichs im 17. Jahrhundert und er brachte es zu seiner Zeit zu hohem Ansehen. Bourdon führte aufgrund seines unsteten Charakters ein abenteuerliches Leben. Aufgrund seines sehr guten Bildgedächtnisses hatte er auch die Fähigkeit, aus einmal gesehenen Bildern anderer Maler zu schöpfen, was ihn auch verschiedene Stile ausprobieren ließ, so dass sein Werk uneinheitlich ist. Er wird deshalb nach Guilly trotz seines Talents nicht zu den Malern ersten Rangs in der französischen Malerei seiner Zeit gezählt.

## Leben
Bourdon lernte zunächst bei seinem Vater in Montpellier den Beruf des Glasmachers. Mit sieben Jahren nahm ihn ein Onkel nach Paris mit, wo er bei einem Maler Barthélemy in die Lehre ging. Mit vierzehn Jahre malte er ein Deckengemälde in einem Schloss bei Bordeaux und ging dann nach Toulouse, wo er aber keine Aufträge bekam. Aus Geldmangel ließ er sich zum Militär anwerben. Sein Hauptmann hatte ein Einsehen mit ihm und beurlaubte ihn regelmäßig zum Malen und dank der Fürsprache von Gönnern wurde er wieder entlassen. 1634 kam er nach Rom, wo er für einen Kunsthändler Gemälde im Stil von Claude Lorrain, Andrea Sacchi, Pieter van Laer (Bamboccio) und anderer bekannter Künstler malte und auch eigene Bilder im Bambocciade-Stil. Er hatte auch einigen Erfolg, musste aber 1637 fliehen, da er von dem französischen Maler Rieux, mit dem er in Streit geraten war, als Protestant bei der Inquisition denunziert wurde. Er ging nach Paris, wo er mit Jagd- und Schlachtenbildern und Landschaftsbilder im italienischen Stil so großen Erfolg hatte, dass ihn die Goldschmiedezunft im Jahre 1643 mit ihrem Maibild beauftragte (der Kreuzigung des heil. Petrus für die Notre-Dame-Kirche, zwischenzeitlich im Louvre, jetzt wieder Notre Dame). 1648 war er Gründungsmitglied der Académie royale de peinture et de sculpture und dort Professor. Er heiratete die Schwester des Miniaturmalers Duguernier, einem Kollegen an der Akademie. 1652 ging er als Hofmaler von Königin Christina I. nach Schweden – dort entstand eines seiner Hauptwerke, das Reiterbild der Königin Christine (heute Madrid). Nach deren Abdankung kehrte er nach Paris zurück, war wieder Professor an der Akademie und ab 1655 deren Rektor. 1657 ging er in seine Heimatstadt Montpellier, wo er den Fall des Simon Magus für das Domkapitel malte. Aufgrund eines Streits über das Bild mit einem anderen Maler, den er ohrfeigte, verließ er Montpellier wieder und ging zurück nach Paris, wo er 1671 starb.
Er malte viele Decken- und Wandgemälde in Paris, zum Beispiel im Parlament, der Rechnungskammer, dem Hotel de Toulouse, dem Hotel de Bretonvilliers (Legende des Phaeton u. a., heute sind nur noch Entwurfszeichnungen erhalten), der Stiftskirche von St. Benoit. Das Meiste davon ist nicht im Original erhalten.
Sein späteres Werk in Frankreich ist von Nicolas Poussin beeinflusst, zum Beispiel in seinen Landschaftsbildern, und auch von den Brüdern Le Nain. Er hinterließ auch Radierungen und Kupferstiche.
Bourdon betrieb ein großes Atelier, in dem auch Schüler ausgebildet wurden. Zu diesen Schüler zählen auch Nicolas Loir (der für die Ausschmückung der Tuilerien malte), Fricquet de Vaurose (Anatomieprofessor an der Akademie der Künste – von ihm stammen auch Kupferstiche nach Werken von Bourdon) und Pierre Mosnier.

## Werke

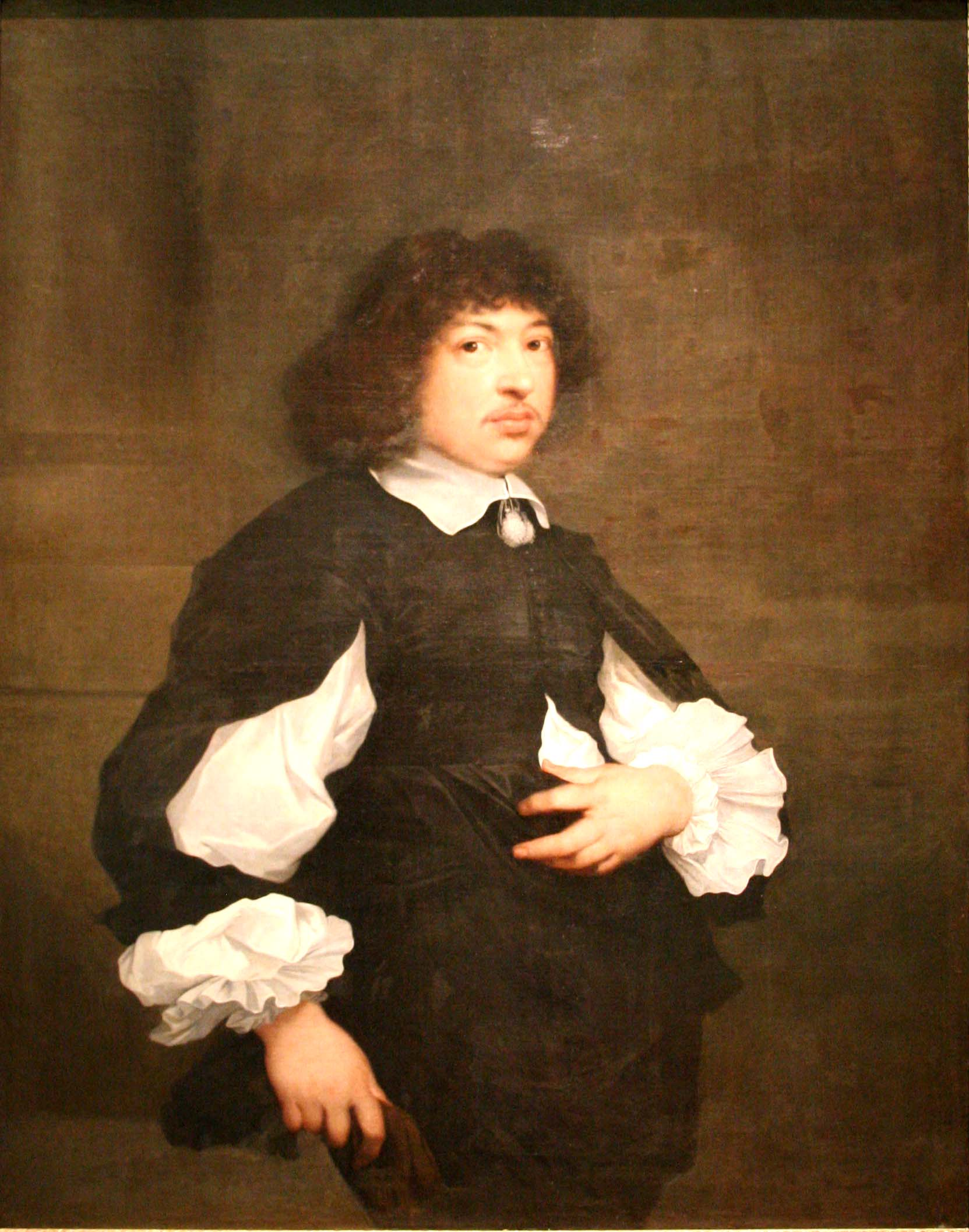
Holländischer Bürgermeister
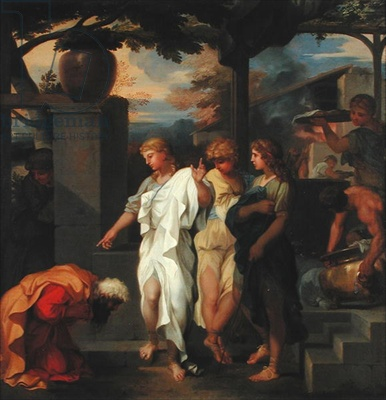
Abraham und die drei Engel
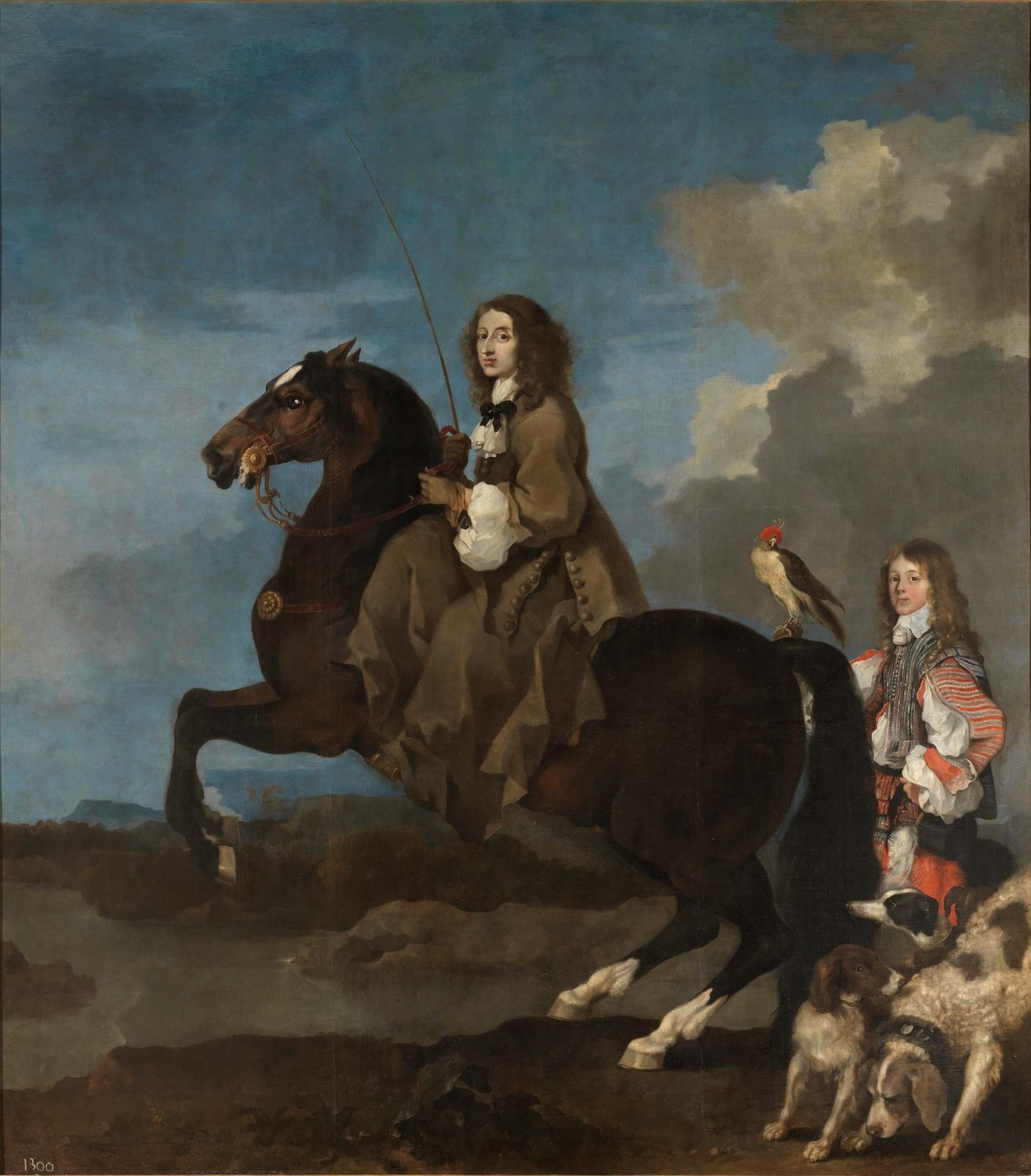
Königin Christina zu Pferd, 1653, Prado
Königin Christina, Nationalmuseum Stockholm
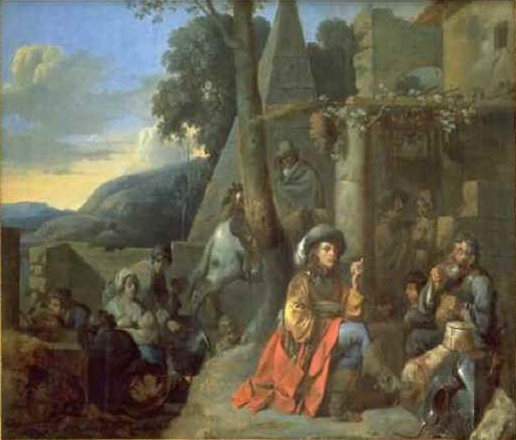
Camp de Bohémiens
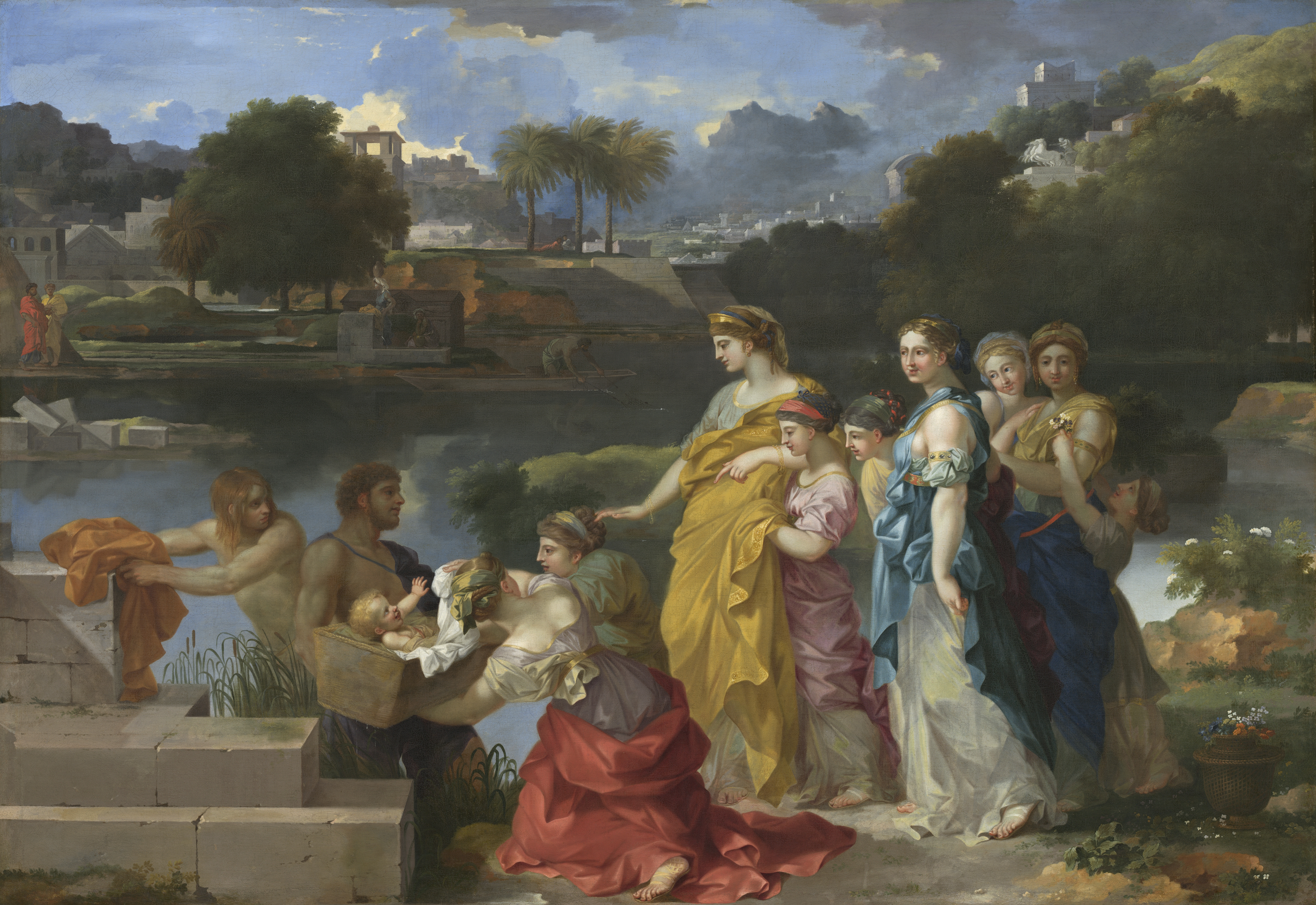
Auffindung von Moses
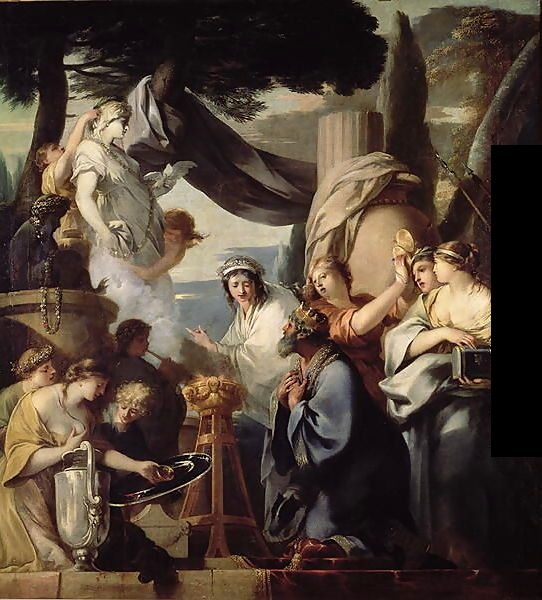
Salomon opfert fremden Göttern, Louvre
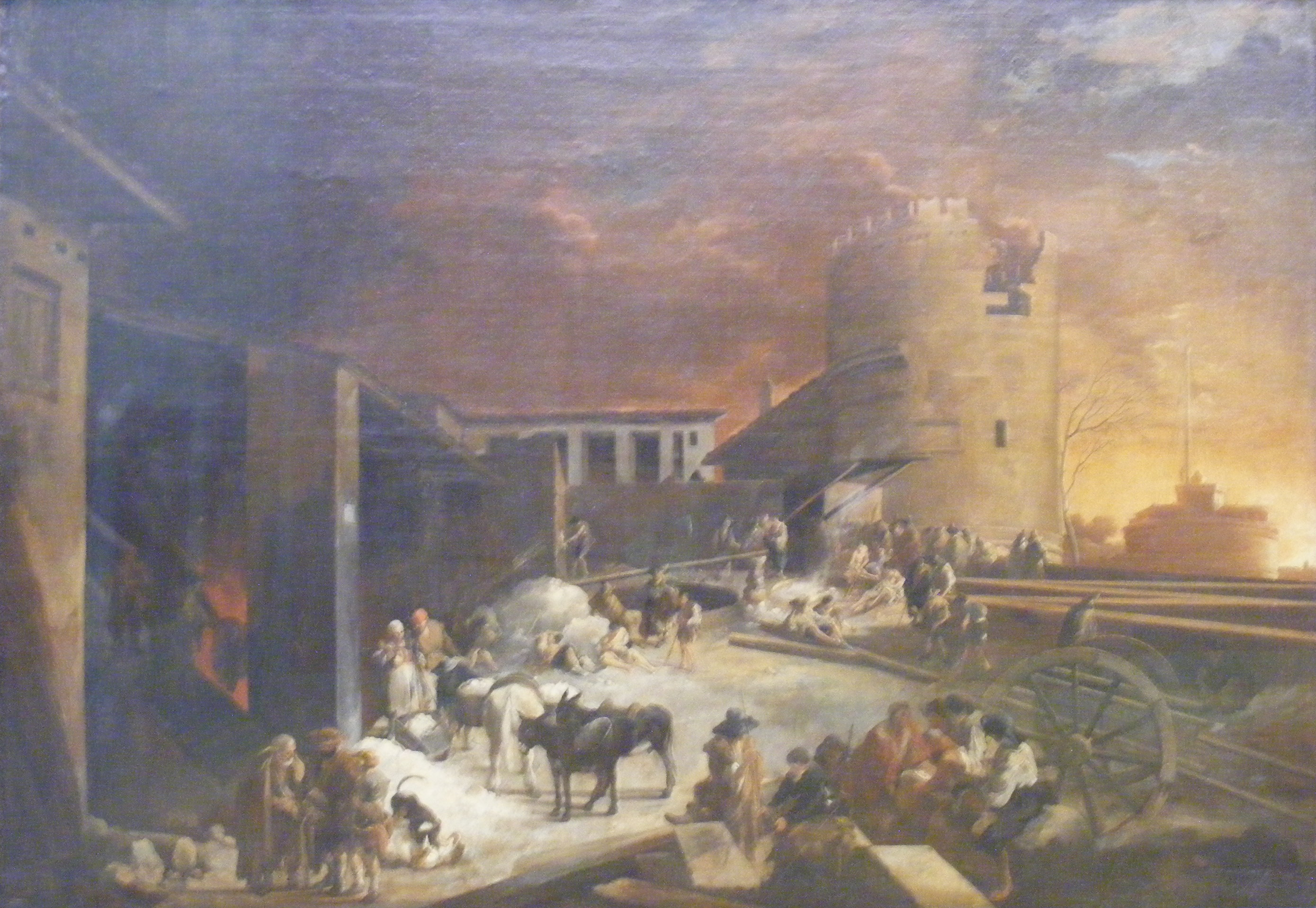
Römischer Kalkofen, Alte Pinakothek München
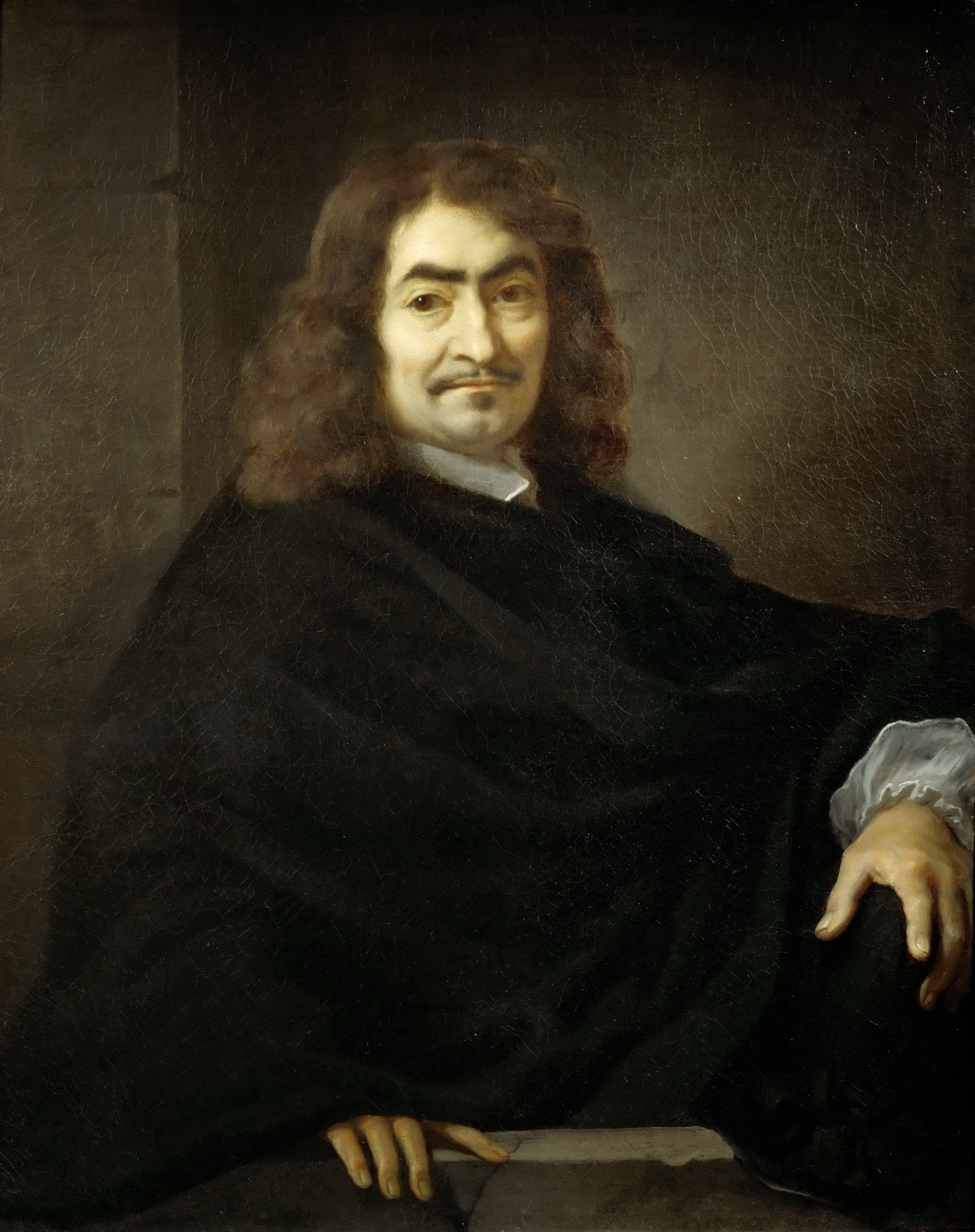
Angebliches Porträt von René Descartes, Louvre

## Ausstellung
- 2014: Brennpunkt Rom, Sébastien Bourdons Münchner Kalkofen, Alte Pinakothek, München[1]